# Alioramini
Alioramini („z jiné (vývojové) větve“) je klad (tribus) vývojově pokročilých tyranosauridních teropodů, obývajích oblasti východní Asie (Mongolska a Číny) v období pozdní svrchní křídy (asi před 72 až 66 miliony let).

## Definice

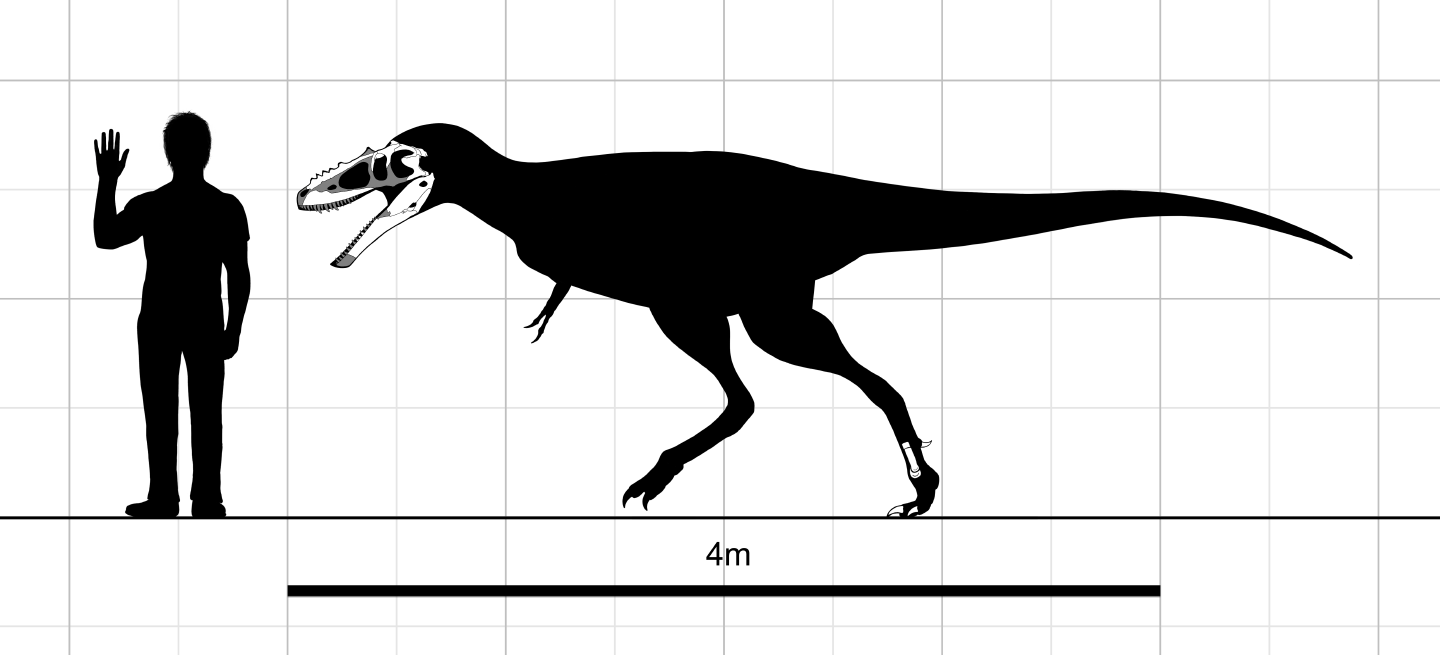
Velikost aliorama v poměru k dospělému člověku.

Tento klad stanovil v roce 1995 americký badatel George Olshevsky. V roce 2014 upřesnili jeho definici paleontologové, kteří ve stejné práci formálně popsali rod Qianzhousaurus. Jedná se o všechny tyranosauriny vývojově bližší druhu Alioramus remotus než druhům Tyrannosaurus rex, Albertosaurus sarcophagus nebo Proceratosaurus bradleyi.

## Popis

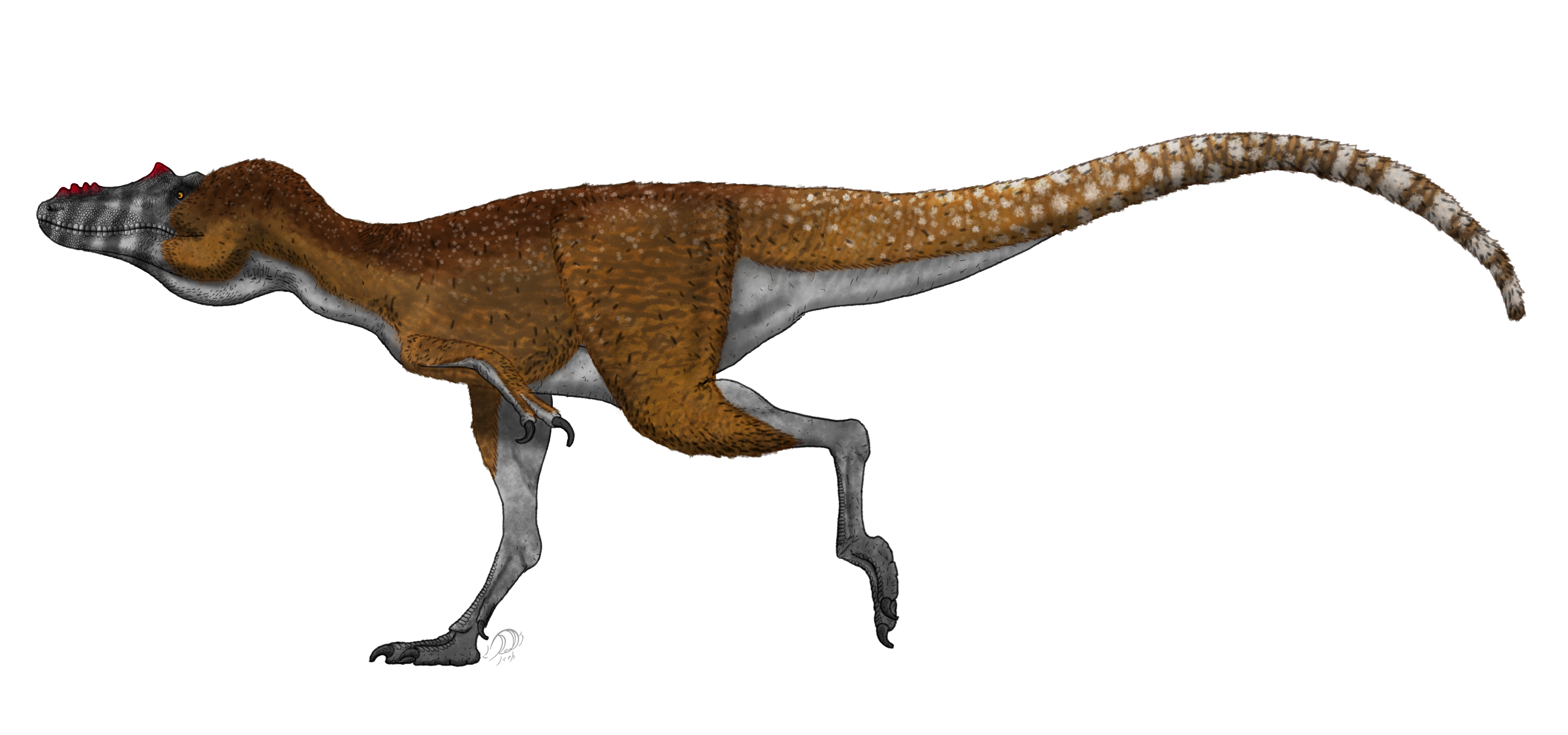
Přibližné vzezření jedince rodu Qianzhousaurus.

Délka těchto dinosaurů se pohybovala zhruba kolem 6 metrů a jejich hmotnost se pohybovala zhruba mezi 500 a 1000 kilogramy. Čínský rod byl poněkud větší (délka lebky 90 cm, celková délka asi 8 metrů, přesné rozměry však nelze na základě nekompletního fosilního materiálu stanovit. Od nejbližších příbuzných rodu Tyrannosaurus se alioramini vzhledově lišili tvarem své lebky, měli výrazně prodloužený čenich a jejich čelisti byly štíhlejší a v zákusu výrazně slabší. Čenich zahrnoval minimálně 2/3 celkové délky lebky a v každé dolní čelisti bylo minimálně 18 zubů. Mezi nozdrami a očima alioraminů se nacházela série kostěných výrůstků, které mohou představovat znak sexuálního dimorfismu či prostředek vnitrodruhové komunikace.

## Zástupci
V současnosti jsou do tohoto tribu řazeny tři druhy ve dvou rodech - Alioramus remotus, popsaný roku 1976 z Mongolska a Alioramus altai, popsaný rovněž z Mongolska v roce 2009 a dále Qianzhousaurus sinensis, formálně popsaný roku 2014 z jihovýchodní Číny (provincie Kan-čou). Jednalo se o specializovanou vývojovou větev tyranosauridních teropodů.

## Paleobiologie
Detailní výzkum síly čelistního stisku tyranosauroidů, publikovaný v roce 2023 dokázal, že spolu s rostoucími rozměry se nezávisle ještě více zesilovala schopnost drtivého stisku, jehož vrcholným projevem byly enormně mohutné čelisti druhu Tyrannosaurus rex, schopné drtit i pevnou kostní hmotu jiných velkých obratlovců. U alioraminů byla naopak síla čelistního stisku výrazně menší.